# آلفين مور (لاعب كرة قدم أمريكية)
آلفين مور (بالإنجليزية: Alvin Moore)‏ هو لاعب كرة قدم أمريكية أمريكي، ولد في 3 مايو 1959 في Randolph, Arizona ‏ في الولايات المتحدة.

## وصلات خارجية
- آلفين مور على موقع مرجع كرة القدم المحترفة.كوم (الإنجليزية)
- آلفين مور على موقع JustSportsStats.com (الإنجليزية)
- آلفين مور على موقع كلية كرة القدم في سبورتس رفرنس.كوم (الإنجليزية)